# Кокориха (Кирово-Чепецкий район)
 Кокориха  — деревня в Кирово-Чепецком районе Кировской области в составе Бурмакинского сельского поселения.

## География
Расположена на расстоянии менее 1 км на запад от северной части села Бурмакино.

## История
Известна с 1671 года как починок Ондрюшки Кокорина с 1 двором,  в 1764 54 жителя, в 1802 1 двор. В 1873 в деревне Федора Грудцына (Сторожевская) дворов 8 и жителей 43, в 1905 (уже починок) 5 и 30, в 1926 (деревня Стожариха или Федора Грудцына) 6 и 22, в 1950 17 и 23, в 1989 оставалось 8 постоянных жителей.

## Население
Постоянное население составляло 2 человека (белорусы 100%) в 2002 году, 1 в 2010.